# Morris Peak
Der Morris Peak ist ein markanter Berg mit einer Höhe von 910 m an der Amundsen-Küste in der antarktischen Ross Dependency. Er markiert das nordwestliche Ende der Duncan Mountains auf der Ostseite der Mündung des Liv-Gletschers in das Ross-Schelfeis.
Das Advisory Committee on Antarctic Names benannte ihn 1966 nach Lieutenant Commander Henry C. Morris von der United States Navy, Kommandant des Eisbrechers USS Mills bei der Operation Deep Freeze im Jahr 1963.